# Затурці
Зату́рці — село в Україні, у Володимирському районі Волинської області. Центр Затурцівської сільської громади. Населення становить 1917 осіб. Відстань до Локачів становить близько 19 км і проходить автошляхами Н22 та Т 0311. У селі розташовані пам'ятки Затурцівські джерела і Витік річки Турії, Костел Святої Трійці, а також Садиба Липинського.

## Історія
У давньоруські часи на території села було побудоване городище. Пізніше на його місці спорудили феодальний замок з кам'яними стінами та ровом, що заповнювався водою. Залишки цього замку в народі ще й досі називають «городець».
Вперше Затурці згадуються на початку XVI століття у зв'язку з тим, що власник села магнат Б. Затурецький стягував мита з проїжджих купців від кожного воза по півгроша, не маючи на це грамоти короля. Вдруге про село зустрічаються дані в документі під 1557 роком, коли селяни, протестуючи проти покріпачення, намагалися спалити двір земського судді.
За Литовським статутом 1529 року, селяни Затурців, як і всіх сіл, що входили до володінь литовських князів, були закріпачені.
Шляхтич, володимирський войський Василь Гулевич, який у 1570 році став власником Затурців, ще більше посилив феодальну експлуатацію, збільшивши панщину до 4-5 днів на тиждень. Він організував тут фільваркове господарство, продукцію якого збував на ринку, одержуючи від цього великі прибутки. Окремі жителі займалися ремеслами. В Затурцях жило кілька ремісників (шевці, кравці, столярі, бондарі та інші), що виготовляли різні вироби на продаж.
Дідичем села був волинський каштелян Лагодовський Іван, його старший син Станіслав. Молодші сини Олександр і Марко вбили у Львові Станіслава, після чого збройним нападом забрали собі Затурці.
У 1642 році дідич села Андрій Лагодовський, син Івана Лагодовського, продав Затурці шляхтичу Підгороденському. Цього ж року у селі був збудований католицький храм та монастир.
В середні віки у селі був монастир ордену Августиніянців. У 1642 році коштом волинського мечника Валерія Підгороденського збудували з дерева парафіяльний костел Святої Трійці та Марії Магдалени.
15 березня 2002 року в селі було відкрито пам'ятник видатному українському вченому-історику, політику В'ячеславові Липинському.
У селі Затурці Локачинського деканату постав новий храм Преподобної Параскеви Сербської — стараннями настоятеля ієрея Василя Кравця, будували десять років. 26 жовтня 2013 року митрополит Луцький і Волинський Михаїл освятив його та очолив Божественну Літургію.
До 28 вересня 2017 року — адміністративний центр Затурцівської сільської ради Локачинського району Волинської області.
Після ліквідації Локачинського району 19 липня 2020 року село увійшло до Володимир-Волинського району.

## Населення
Згідно з переписом УРСР 1989 року чисельність наявного населення села становила 1975 осіб, з яких 940 чоловіків та 1035 жінок.
За переписом населення України 2001 року в селі мешкали 1894 особи.

### Мова
Розподіл населення за рідною мовою за даними перепису 2001 року:
| Мова       | Відсоток |
| ---------- | -------- |
| українська | 98,85 %  |
| російська  | 0,99 %   |
| білоруська | 0,05 %   |
| гагаузька  | 0,05 %   |
| молдовська | 0,05 %   |

## Культура

### Релігія
Адвентисти сьомого дня - громада вірян нараховує 35 членів церкви.

## Відомі люди
- В'ячеслав Липинський (1882—1931) — відомий український історик, громадсько-політичний діяч.
- Галина (Галшка, Єлизавета) Василівна Гулевичівна (1575—1642), яка була одною з найвідоміших фундаторок Києво-Могилянської Академії.